# Convention of Railroad Passengers Agents
Pour plus de détails, voir Fiche technique et Distribution.
Convention of Railroad Passengers Agents est un film américain muet et en noir et blanc, filmé par Arthur Marvin et sorti en 1901. Il fait la promotion touristique de la destination touristique populaire par chemin de fer de la ville d'Asheville dans les Appalaches.